# راكوتن
راكوتن هي شركة تجارة إلكترونية يابانية وشركة إنترنت مقرها في طوكيو، اليابان. في عام 2012، بلغت إيرادات الشركة 4.6 مليار دولار أمريكي بأرباح تشغيلية تبلغ حوالي 244 مليون دولار أمريكي. وفي يونيو 2013، ذكرت شركة راكوتن أن لديها ما مجموعه 10,351 موظفًا في جميع أنحاء العالم. وفي 16 نوفمبر 2016، وقعت راكوتن على صفقة بمبلغ 200 مليون دولار أمريكي للرعاية العالمية مع نادي برشلونة الإسباني حتى عام 2020. وستحل محل الخطوط الجوية القطرية لهذا الدور. لدى الشركة استثمارات عبر الإنترنت في شركات مثل بنترست وOzon.ru ولايفت و Cabify وكريم وشركات أخرى.

## وصلات خارجية
- Global Rakuten (بالإنجليزية)